# 蘿拉·羅森伯格
蘿拉·羅森伯格（英語：Laura Rosenberger，1979年—），是美国資深外交官、前國安會官員，曾擔任2016年希拉里·克林顿團隊的外交政策顧問、美國副國務卿安東尼·布林肯的幕僚長、美国国务院中國辦公室雙邊政治組長、美國國安會中國與韓國事務主任、國安會中國及台灣事務資深主任。

## 早年
2002年，羅森伯格在賓夕法尼亞州立大學的施賴爾榮譽學院獲得了社會學、心理學和婦女研究的學士學位，並在2004年獲得了美利堅大學國際服務學院的國際和平與衝突解決的碩士學位。

## 公職生涯
2023年3月20日，時任美國在台協會主席莫健退休，由羅森伯格接任，也是繼夏馨後協會第二位的女主席。在川普第二任總統任期開始時，她不再擔任美國在台協會主席。